# فيلقية سانت هيلينية
فيلقية سانت هيلينية (الاسم العلمي: Legionella sainthelensi) هي نوع من البكتيريا يتبع جنس الفيلقية من الفصيلة الفيالقية. تم عزلها من المياه العذبة في المناطق التي تتأثر بالثورات البركانية من جبل سانت هيلين في ولاية واشنطن في الولايات المتحدة الأمريكية. بكتيريا فيلقية سانت هيلينية يمكن أن تسبب العدوى في الجهاز التنفسي.